# Cordulephya montana
Cordulephya montana är en trollsländeart som beskrevs av Tillyard 1911. Cordulephya montana ingår i släktet Cordulephya och familjen skimmertrollsländor. Inga underarter finns listade i Catalogue of Life.